# 1786-os busz
Az 1786-os jelzésű autóbusz távolsági autóbuszjárat volt Ajka és Lenti között. 
Munkanapokon egy járatpár szállította az utasokat.
A 2023. június 17-ei menetrend módosításokkal a Volánbusz Zrt. megszüntette az autóbuszvonalat.

## Megállóhelyei
| 0  | Ajka, autóbusz-állomás végállomás             | 50 | 12, 16, 20 1569, 1711, 1712, 1714, 1717, 1784 7376, 7386, 7387, 7388, 7389, 7396, 7397, 7398, 7674, 7801, 7802, 7803, 7804, 7805, 7806, 7807, 7807, 7808, 7809, 7810, 7811, 7812, 7820, 7832, 7834, 7836, 7840, 7842, 7843, 7844, 7846, 7847, 7848, 7852, 7853, 7932 |
| 1  | Ajka, Május 1. tér                            | 49 | 4, 12 7397, 7398, 7810, 7812, 7840, 7842, 7844, 7846, 7847, 7848, 7852, 7853 |
| 2  | Ajka (Tósokberénd), autóbusz-váróterem        | 48 | 12 7397, 7398, 7810, 7812, 7840, 7842, 7844, 7846, 7847, 7852, 7853 |
| 3  | Kolontár, víztorony                           | ∫  | 7397, 7810, 7812, 7840, 7842, 7844, 7846, 7847, 7852, 7853 |
| 4  | Kolontár, autóbusz-váróterem                  | 47 | 1711 7397, 7398, 7810, 7812, 7840, 7842, 7844, 7846, 7847, 7848, 7852, 7853 |
| 5  | Devecser, autóbusz-állomás                    | 46 | 1620, 1711, 1794 7397, 7398, 7700, 7701, 7805, 7806, 7807, 7808, 7810, 7811, 7812, 7840, 7842, 7843, 7844, 7846, 7847, 7848, 7852, 7853, 7929, 7934, 7936, 7942 |
| 6  | Devecser, új lakótelep                        | 45 | 7397, 7398, 7811, 7842, 7844, 7936 |
| 7  | Devecser, Új téglagyár bejárati út            | 44 | 7397, 7811, 7842, 7844, 7936 |
| 8  | Devecser, Meggyeserdő bejárati út             | 43 | 1794 7397, 7398, 7811, 7842, 7844, 7936 |
| 9  | Nemeshany, autóbusz-váróterem                 | 42 | 1620, 1794 7397, 7398, 7811, 7842, 7844, 7936 |
| ∫  | Bodorfa, autóbusz-váróterem                   | 41 | 7397, 7398, 7811, 7842, 7844, 7936 |
| 10 | Káptalanfa, autóbusz-váróterem                | 40 | 1620, 1794 7397, 7398, 7811, 7842, 7844, 7936 |
| 11 | Gyepükaján, autóbusz-váróterem                | 39 | 1620, 1794 7397, 7398, 7811, 7842, 7844, 7936 |
| 12 | Csabrendek, autóbusz-váróterem                | 38 | 1620, 1794 7397, 7398, 7751, 7752, 7753, 7754, 7811, 7841, 7842, 7844, 7936 |
| 13 | Sümeg, autóbusz-állomás                       | 37 | 1216, 1620, 1621, 1664, 1673, 1724, 1725, 1727, 1738, 1794 6296, 6391, 6395, 6396, 7387, 7397, 7398, 7722, 7736, 7751, 7752, 7753, 7754, 7755, 7757, 7759, 7770, 7771, 7773, 7781, 7782, 7811, 7841, 7842, 7936 |
| 14 | Sümeg, (Nyírlakpuszta) bejárati út            | 36 | 1621, 1738 6296, 6391, 7770, 7773 |
| 15 | Mihályfa, óhidi elágazás                      | 35 | 1216, 1620, 1621, 1738 6296, 6386, 6391, 7770, 7773 |
| 16 | Szalapa, autóbusz-forduló                     | 34 | 1216, 1620 6296, 6386, 7770, 7773 |
| 17 | Türje, községháza                             | 33 | 1620 6211, 6320, 7773 |
| 18 | Türje, Kossuth utca                           | 32 | 6211, 6320 |
| 19 | Türje, Armafilt                               | 31 | 6211, 6320 |
| 20 | Batyk, posta                                  | 30 | 1620 6211, 6320 |
| 21 | Zalabér, bejárati út                          | 29 | 1620, 1621, 1670, 1738 6211, 6213, 6296, 6777 |
| 22 | Pakod, dötki elágazás                         | 28 | 1620, 1621, 1670, 1738 6211, 6213, 6296 |
| 23 | Pakod, Rózsa utca                             | 27 | 1620, 1621, 1670, 1738 6211, 6213, 6296 |
| 24 | Pókaszepetk, posta                            | 26 | 1620, 1621, 1670, 1738 6210, 6211, 6213, 6214, 6296 |
| 25 | Kemendollár, Kossuth utca 30.                 | 25 | 1620, 1621, 1670, 1738 6210, 6211, 6213, 6296 |
| 26 | Zalaszentiván, Berek csárda                   | 24 | 1621, 1670, 1738 6205, 6210, 6211, 6213, 6296 |
| 27 | Zalaegerszeg (Pózva), Külsőkórház bejárati út | 23 | 3, 13 1620, 1621, 1670, 1738 6205, 6210, 6211, 6213, 6296 |
| 28 | Zalaegerszeg, autóbusz-állomás                | 22 | 1, 2E, 4, 5, 6, 7, 9, 14, 21, 25, 27 1185, 1187, 1188, 1499, 1503, 1562, 1620, 1621, 1622, 1625, 1639, 1641, 1642, 1658, 1665, 1667, 1668, 1670, 1726, 1738, 1806, 1808 6162, 6200, 6201, 6205, 6210, 6211, 6213, 6214, 6215, 6216, 6217, 6218, 6219, 6220, 6221, 6222, 6226, 6230, 6231, 6235, 6237, 6238, 6239, 6240, 6241, 6242, 6243, 6245, 6246, 6247, 6248, 6250, 6255, 6258, 6262, 6268, 6275, 6277, 6278, 6287, 6292, 6296, 6458, 6898 |
| ∫  | Zalaegerszeg, vasútállomás (kisposta)         | 21 | 1, 3, 4, 5, 10C, 12B, 13, 14, 15, 18, 18A, 22, 23E, 24, 24E, 28, 29 1639, 1667 6222, 6235, 6237, 6238, 6240, 6241, 6243, 6245, 6246, 6247, 6248, 6278, 6458 személyvonat, Göcsej InterCity, Citadella nemzetközi InterCity, Istria nemzetközi expresszvonat |
| 29 | Zalaegerszeg, Köztemető (Göcseji út)          | 20 | 2, 7, 10C, 18, 18A, 20, 24E, 27, 28 1625, 1639, 1658 6239, 6242, 6248, 6250, 6268 |
| 30 | Zalaegerszeg, Kertváros bejárati út           | 19 | 1625, 1639, 1658 6239, 6242, 6248, 6250, 6268 |
| 31 | Zalaegerszeg, Gálafej                         | 18 | 1639, 1658 6242, 6248, 6250, 6268 |
| 32 | Gellénháza, autóbusz-váróterem                | 17 | 1625, 1639, 1658 6239, 6242, 6248, 6250, 6268 |
| ∫  | Gellénháza, MOL-telep                         | 16 | 1639, 1658 6239, 6248, 6268 |
| 33 | Ormándlak, elágazás                           | 15 | 1625, 1639, 1658 6239, 6248, 6268 |
| 34 | Nagylengyel, emlékmű                          | 14 | 1187, 1625, 1639, 1658 6239, 6248, 6268 |
| 35 | Ormándlak, Lakihegy                           | 13 | 1639, 1658 6239, 6248, 6268 |
| ∫  | Gombosszegi, elágazás                         | 12 | 1639, 1658 6239, 6248, 6268 |
| ∫  | Petrikeresztúr, Kossuth utca                  | 11 | 1625, 1639, 1658 6239, 6248, 6268 |
| 36 | Petrikeresztúr, bolt                          | 10 | 1187, 1625, 1639, 1658 6239, 6248, 6268 |
| ∫  | Petrikeresztúr, győrfiszegi bejárati út       | 9  | 1639, 1658 6239, 6248, 6268 |
| ∫  | Barlahida, bejárati út                        | 8  | 1187, 1625, 1639, 1658 6239, 6248 |
| 37 | Nova (Zágorhida), novai elágazás              | 7  | 1625, 1639, 1658 6239, 6241, 6242, 6248 |
| ∫  | Nova, Kossuth utca 71.                        | 6  | 1639, 1658 6239, 6241, 6242, 6248 |
| 38 | Nova, autóbusz-váróterem                      | 5  | 1187, 1193, 1625, 1639, 1658 6239, 6241, 6242, 6248, 6553 |
| ∫  | Hernyék, elágazás                             | 4  | 1625, 1639, 1658 6242, 6248, 6448 |
| ∫  | Hernyék, autóbusz-váróterem                   | 3  | 6248 |
| ∫  | Lenti, Zajda bejárati út                      | 2  | 1639, 1658 6242, 6248, 6448 |
| 39 | Lenti, (Mumor), Törpe Csárda                  | 1  | 90, 94 1625, 1639, 1658 6238, 6241, 6242, 6248, 6446, 6448, 6457, 6553, 6560, 6570, 6585 |
| 40 | Lenti, autóbusz-állomás végállomás            | 0  | 2, 3, 35, 90, 94 1183, 1184, 1187, 1193, 1625, 1639, 1641, 1643, 1658, 1669 6238, 6241, 6242, 6248, 6262, 6287, 6446, 6448, 6454, 6456, 6457, 6553, 6560, 6565, 6570, 6576, 6577, 6580, 6585 |